# Vincent Beffara
Pour les articles homonymes, voir Beffara.
Vincent Beffara (né en 1977) est un mathématicien français.

## Carrière
Beffara est est ancien élève de l'École normale supérieure (Paris), où il est reçu major en 1996. Il est aussi reçu major au concours d’entrée à l'École polytechnique. Il obtient son doctorat en 2003 à l'université Paris-Sud sous la direction de Wendelin Werner avec une thèse de doctorat intitulée « Mouvement brownien plan, SLE, invariance conforme et dimensions fractales ». Il est ensuite chargé de recherches du CNRS affecté à l'École normale supérieure de Lyon, où il obtient en 2011 une thèse d'habilitation (« Mécanique statistique et Criticalité en dimension deux »). Il est actuellement directeur de recherches du CNRS affecté à l'Institut Joseph-Fourier de Grenoble.
En 2013/14, il travaille à l'Institut Max-Planck de mathématiques de Bonn.
Il s'intéresse aux modèles de la mécanique statistique à deux dimensions, à la théorie de la percolation, les processus SLE (détermination de la dimension de Hausdorff du chemin), les marches aléatoires et le Random Cluster Model, pour lequel il a montré avec Hugo Duminil-Copin que le point  critique et le point auto-dual sont identiques.

## Prix et distinctions
En 2012, il reçoit avec Hugo Duminil-Copin le prix Rollo-Davidson.

## Publications
- avec Vladas Sidoravicius: Théorie de la Percolation, dans Françoise, Naber, Tsun (éd.) Encyclopedia of Mathematical Physics, Elsevier 2006, Arxiv.
- avec H. Duminil-Copin: Planar percolation with a glimpse of Schramm-Loewner-Evolution, La Pietra week probability, Florence, 2011, Arxiv.
- Dessins d'enfants pour analystes, 2015, Arxiv.
- Codage et cryptographie : mathématiciens, espions et pirates informatiques.
- Géométrie du champ libre Gaussien en relation avec les processus SLE et la formule KPZ.
- Marches aléatoires en milieux aléatoires et phénomènes de ralentissement.
- Mécanismes de bord complexes pour le processus d’exclusion simple totalement asymétrique.
- On the Internal Diffusion Limited Aggregation model.
- On the relations between SLE, CLE, GFF and the consequences.
- Percolation sur les groupes et modèles dirigés.
- Planar brownian motion, SLE, conformal invariance and fractal dimensions.
- Planarity and locality in percolation theory.
- Problèmes de diffusion pour des chaînes d'oscillateurs harmoniques perturbées.